# Загорци
Загорци (мкд. Загорци) су насеље у Северној Македонији, у југоисточном делу државе. Загорци у саставу општине Конче.

## Географија
Загорци су смештени у југоисточном делу Северне Македоније. Од најближег града, Радовишта, насеље је удаљено 25 km југозападно.
Насеље Загорци се налази у историјској области Лукавица. Насеље је положено у долини реке Криве Лукавице, на приближно 570 метара. Долина је затворена планинама, па се западно од насеља издиже Конечка планина, ка југу Градешка планина, а ка истоку Смрдеш. Поред села је Мантово језеро.
Месна клима је континентална, са утицајем Егејског мора (жарка лета).

## Становништво
Загорци су према последњем попису из 2002. године имали 10 становника.
Претежно становништво су етнички Македонци.
Већинска вероисповест месног становништва је православље.